# 佩塔恰托
佩塔恰托（義大利語：Petacciato），是意大利坎波巴索省的一个市镇。总面积34平方公里，人口3650人，人口密度107.4人/平方公里（2009年）。ISTAT代码为070051。